# Caixa (instrument)
Pour les articles homonymes, voir Caixa.
La caixa (ou caixa de guerra) et le tarol sont des instruments de percussion brésiliens. Dans les deux cas, il s'agit d'une caisse claire principalement utilisée dans les batteries de samba et de maracatu au Brésil.
Cet instrument dérive directement des caisses claires des fanfares militaires européennes, importées au Brésil par les colons portugais.

## Facture

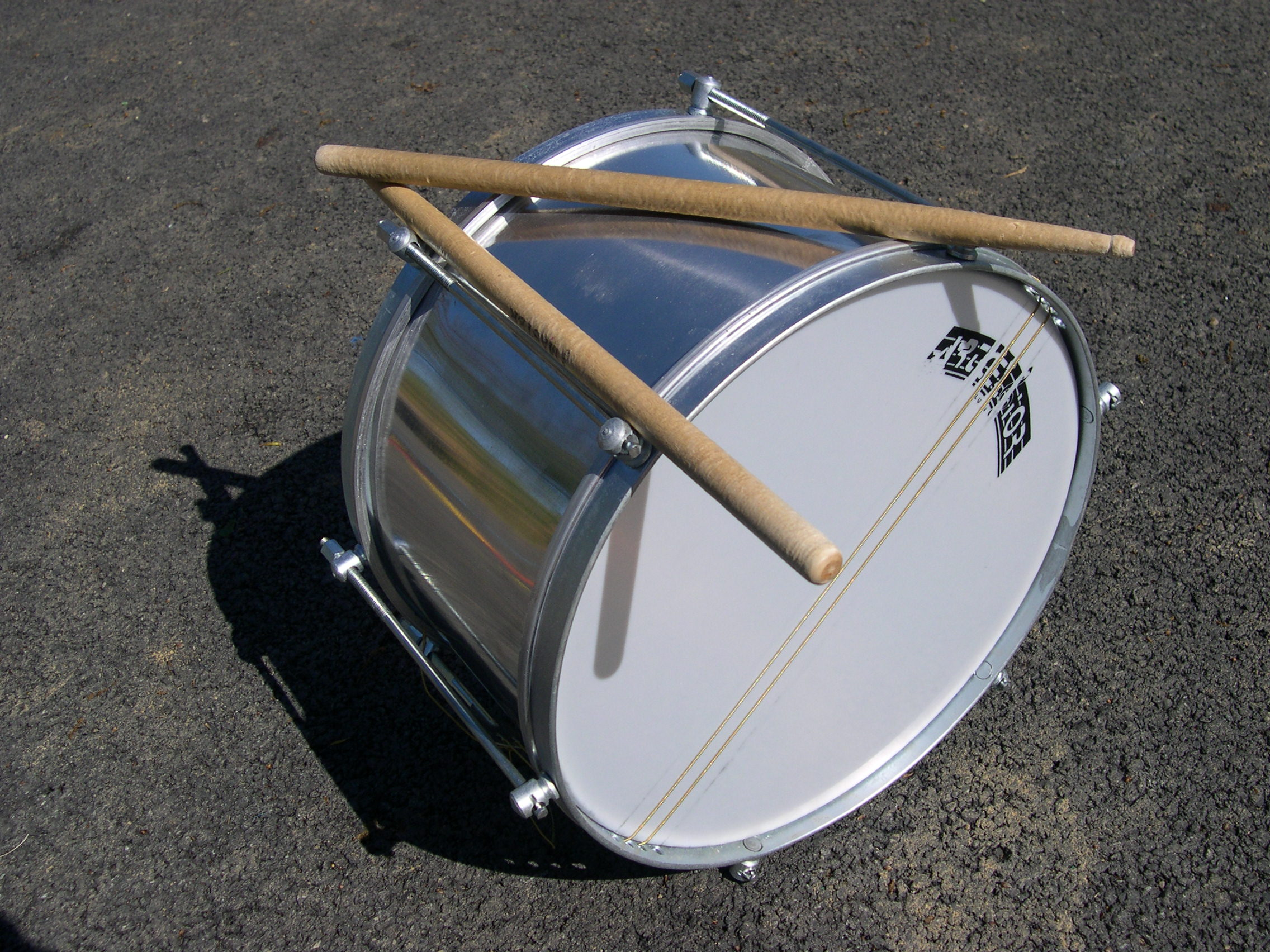
Caixa de guerra de 12" en aluminium poli

La caixa comprend un fût de métal de 12 à 14 pouces de diamètre et 5 à 20 centimètres de hauteur, classiquement en acier. Certains fabricants proposent des fûts en aluminium pour plus de légèreté. Les caisses les plus profondes et les plus larges sont surnommées caixas de guerra (littéralement : caisses de guerre), en référence à leur origine militaire. Les caixas plus petites et plus fines, proches de caisses claires piccolo, sont appelées tarols.
Le timbre est constitué d'un simple fil d'acier ou de cordes de guitare tendues en travers de la membrane, contrairement à la caisse claire classique où le timbre est placé sous la peau. Cela leur confère un son particulièrement sec.
Les membranes sont toujours en matériaux synthétiques, et il n'existe pas de différence notable dans l'épaisseur de la peau de frappe et l'épaisseur de la peau inférieure.

## Jeu
Elle sert d'accompagnement en assurant un continuum rythmique, une phrase répétitive très importante pour le son général de la batucada ; elle assure le tempo et le swing de la batterie. 
Dans le samba, cet instrument prend toute sa dimension à plusieurs ; il est essentiel d'avoir un grand nombre de caisses dans une batucada afin de solidifier l'ensemble du groupe, d'assurer son homogénéité et de stabiliser le tempo. Tous les joueurs de caisse jouent la même phrase rythmique, qui peut être modifiée par quelques variations propre à chacun. Cependant, certaines écoles de samba mettent en place deux sous-groupes : l'un de caixas, qui joue un continuum rythmique comportant peu de variations, et l'autre constitué de tarols, jouant des phrases plus syncopées.
La caixa se joue principalement portée avec une sangle, passant autour de la taille ou plus souvent sur une épaule. Le tarol, plus léger en raison de ses dimensions réduites, se joue quant à lui plutôt porté « en cima », littéralement « en haut », l'instrument étant alors maintenu au niveau de la poitrine ou de l'épaule, s'appuyant sur un bras. Dans ce cas, il est nécessaire de jouer avec une plus petite baguette pour le bras porteur et une baguette normale pour le bras libre. Cette position apporte plusieurs avantages : elle facilite la marche du musicien lors des déambulations, et permet une meilleure dispersion sonore, l'instrument étant placé au niveau des épaules.
Certaines écoles de samba préfèrent la position haute, d'autres la position classique, certaines mêmes associent les deux types de positions au sein de leur bateria. Ces choix dépendent essentiellement des phrases rythmiques exécutées et de la sonorité globale recherchée par le directeur de la batterie.